# 瓦納曼特區
瓦納曼特區（法語：Ouanaminthe，發音：[wanamɛ̃t]），是海地的區，位於該國東北部，东接多米尼加共和国。由東北省負責管轄，面積362.2平方公里，海拔高度121米，2015年該區人口146,484，人口密度每平方公里404.4人。多米尼加在其首府瓦纳曼特设有领事馆。